# Ningbo
Ningbo is de grootste havenstad ter wereld, in provincie Zhejiang aan de oostkust van China. De zeer snel groeiende stad ligt in het zuiden van de Hangzhou Baai. De stad Ningbo zelf heeft 3,7 miljoen inwoners (2020). De agglomeratie (inclusief Cixi, Fenghua en Yuyao) telt 7,6 miljoen inwoners (2020).

## Geschiedenis
Ningbo is een van de oudste Chinese steden, met een geschiedenis die teruggaat tot 4800 voor Christus. De stad stond in de Tang-dynastie samen met Yangzhou en Kanton bekend als een van de grootste handelshavens. Ningbo was een van de vijf Chinese havens die werden geopend door het Verdrag van Nanjing in 1842, aan het einde van de Opiumoorlog tussen Engeland en China. Tijdens de oorlog namen de Britse strijdkrachten de stad in, na de versterkte stad Zhenhai aan de monding van de rivier de Yong te hebben veroverd op 10 oktober 1841.

## Economie
De haven maakt een groot onderdeel uit van de economie van de stad. De haven wordt vaak aangeduid in combinatie met de naburige haven van Zhoushan, gelegen op de eilanden vlak voor de kust: de haven van Ningbo-Zhoushan is sinds de fusie van de havens in 2016 een enkele entiteit en was vanaf het ontstaan ook de grootste haven van de wereld bekeken naar omgezette tonnenmaat. De combinatie is veruit de grootste van het land gemeten naar de goederenoverslag. Beduidend groter dan de haven van Shanghai en de haven van Guangzhou.
| Jaar | Overslag | Groei versus vorige periode |
| ---- | -------- | --------------------------- |
| 1985 | 10,4     |                             |
| 1990 | 25,5     | 145%                        |
| 1995 | 68,5     | 169%                        |
| 2000 | 115,5    | 69%                         |
| 2005 | 268,8    | 133%                        |
| 2010 | 633,0    | 135%                        |
| 2015 | 889,3    | 40%                         |
| 2022 | 1.261,3  | 42%                         |

Dit is ook het gebied waar een aantal van de grote fabrikanten van staal en bevestigingsmateriaal gevestigd zijn. In 2008 is een gigantische brug van 36 kilometer lang in gebruik genomen, de Hangzhou Baai-brug, die Ningbo met Shanghai verbindt.
Ningbo kent een snel groeiend netwerk van de Metro van Ningbo, die ook verbinding geeft met de Ningbo Lishe International Airport. De stad wordt ook goed ontsloten voor autoverkeer met onder meer de G15 ShenHai Expressway, G92, G1512, G1523 en G9221 autosnelwegen die onderling gekoppeld zijn met de G1504 ringweg rond de stad.

## Bekende inwoners van Ningbo
In 1850 bracht zendeling Hudson Taylor hier zijn eerste bezoek.

### Geboren
- Weng Wenhao (1889-1971), geoloog en politicus
- Tang Yuhan (1913-2014), oncoloog en zakenman
- Shi Jiuyong (1926-2022), jurist
- Tu Youyou (1930), wetenschapper en Nobelprijswinnares (2015)

### Jiaxiang, woonachtig (geweest)
- Chen Jieru (1906-1971), tweede vrouw van Chiang Kai-shek
- Lydia Shum Din-Ha (1945-2008), zangeres, actrice, filmactrice en MC
- Michael Miu (1945), acteur
- Stephen Chow (1962), acteur en filmregisseur